# Dula
Dula – żeński odpowiednik imienia Dulas, imię żeńskie pochodzenia celtyckiego, oznaczające "bliźniaczka". W średniowiecznej Polsce, w 1497 r. została odnotowana ta nazwa osobowa, jednak w tym przypadku o niepewnej etymologii (może od prasł. *dulěti – "stawać się tłustym" lub gdula, prasł. kъdulja – "rodzaj gruszek"), z formami pochodnymi Dul, Dulaj, Dulak, Dulek, Dulka, Dulna.    
Dula imieniny obchodzi:
- 25 marca, w dniu wspomnienia św. Duli, dziewicy i męczennicy
- 15 czerwca, w dniu wspomnienia św. Duli, męczennicy w Cylicji[2].